# كلاوديو شافاريا
كلاوديو شافاريا (بالإسبانية: Claudio Chavarría)‏ هو لاعب كرة قدم تشيلي في مركز الوسط، ولد في 19 يناير 1980 في تيموكو في تشيلي. لعب مع أوليمبيا أسونسيون.